# Meister des Lebensbrunnens

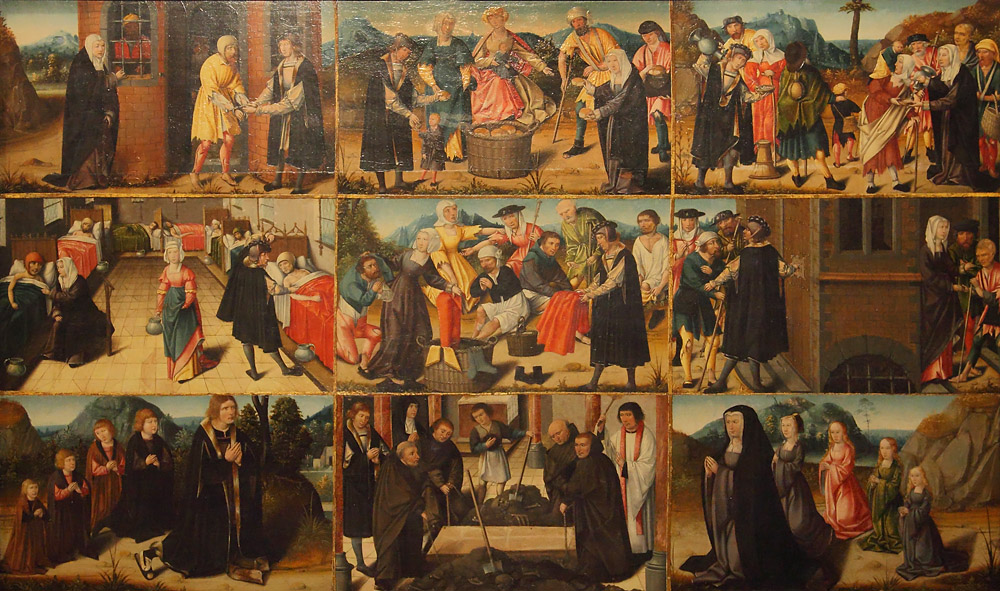
Meister des Lebensbrunnens: Die sieben Werke der Barmherzigkeit, um 1510; Enschede, Rijksmuseum Twenthe

Der Meister des Lebensbrunnens (niederländisch Meester van de Levensbron), manchmal auch Meister des Prager Lebensbrunnens (englisch Master of the Prague Fountain of Life), war ein heute namentlich nicht mehr bekannter Maler der altniederländischen Schule, der wahrscheinlich zwischen 1500 und 1520 in den nördlichen Niederlanden tätig war. Seinen Notnamen erhielt er nach einer 1511 datierten, heute in Prag (Národní galerie v Praze, Inv.-Nr.: DO 4131) aufbewahrten Tafel mit der Darstellung eines Lebensbrunnens im Zentrum des Bildes.

## Leben und Werk
Über die Herkunft und Ausbildung des Meisters des Lebensbrunnens ist nichts bekannt. Seinen Notnamen erhielt er 1940 durch K. G. Boon, der eine zuvor dem Jan van Eyck und später Jacob Cornelisz., zugewiesene Tafel einem anderen, kunstwissenschaftlich bis dahin noch nicht erfassten Maler zuschrieb. Ausgehend von der das Zentrum des Bildes beherrschenden Darstellung des Lebensbrunnens, kreierte er für ihn den Notnamen Meister des Lebensbrunnens. Dabei handelt es sich um ein 1511 gemaltes Gemälde (Eichenholz, 71,5 × 59,8 cm), welches 1945 von der Stadt Prag aus der ehemaligen Galerie Nostitz erworben wurde. Laut der unten auf dem Bild angebrachten Inschrift Int. iaer ons. heren. m.d. en xi den xiiiden dach in julio. op S. Margarieten. dach sterf. heer / ian. Cleemenssoen. Ons Pater was bildt. vor zyn. ziel Amen gilt die Tafel heute als Epitaphbild und ist dementsprechend unter dem Titel Epitaph des Jan Cleemenssoen mit dem Lebensbrunnen katalogisiert.
Boon erkannte in der Bildhandschrift eine stilistische Nähe zu den namentlich ebenfalls nicht bekannten Malern Meister von Alkmaar und Meister der Figdorschen Kreuzabnahme und brachte den Maler somit in unmittelbare Nähe des Kunstkreises, der in der Tradition und unmittelbaren Nachfolge des Geertgen tot Sint Jans steht.
Ausgehend von dem Prager Bild schrieb Boon dem Künstler noch eine Reihe von weiteren Werken zu, so beispielsweise das gegen 1510 gemalte, aus neun kleineren Tafeln zusammengesetzte Bild mit den Sieben Werken der Barmherzigkeit, in Enschede, Rijksmuseum Twenthe (Holz, 66 × 111 cm; Inv-Nr.: 39), eine wohl zwischen 1500 und 1510 gemalte Messe des heiligen Gregor dem Großen in Utrecht, Museum Catharijneconvent (Holz, 92,1 × 78,1 cm; Inv-Nr.: RMCC s 194) sowie eine weitere Fassung des Bildthemas, die sich ehemals im Bestand des Wallraf-Richartz-Museum in Köln befand und 1942 verkauft wurde.

## Mögliche Identität
Bis heute ist es nicht gelungen, die Identität des Meisters des Lebensbrunnens zu entdecken. Nicht auszuschließen ist es, dass er möglicherweise mit dem Meister von Alkmaar oder dem Meister der Figdorschen Kreuzabnahme identisch ist. Auch eine Identifizierung mit dem bereits von Frimmel vorgeschlagenen Jacob Cornelisz. van Oostsanen gilt weiterhin als denkbar.